# Atarba laterospina
Atarba laterospina är en tvåvingeart som beskrevs av Alexander 1962. Atarba laterospina ingår i släktet Atarba och familjen småharkrankar.
Artens utbredningsområde är Bolivia. Inga underarter finns listade i Catalogue of Life.